# Phelpsia inornata
A Phelpsia inornata a madarak osztályának a verébalakúak (Passeriformes) rendjébe és a királygébicsfélék (Tyrannidae) családjába tartozó Phelpsia nem egyetlen faja.

## Előfordulása
Kolumbia és  Venezuela területén honos. Szubtrópusi és trópusi síkvidéki esőerdők lakója.